# 科利森 (伊利諾伊州)
科利森（英語：Collison）是位於美國伊利諾伊州弗米利恩縣的一個非建制地區。該地的面積和人口皆未知。

## 地理
科利森的座標為40°13′30″N 87°48′14″W / 40.22500°N 87.80389°W，而該地的平均海拔高度為211米（即692英尺）。